# Ръск (окръг, Уисконсин)
Окръг Ръск (на английски: Rusk County) е окръг в щата Уисконсин, Съединени американски щати. Площта му е 2411 km², а населението - 15 347 души (2000). Административен център е град Лейдисмит.